# What's New, Scooby Doo?
What's New, Scooby Doo? deveti je animirani serijal iz serije Scooby Doo. Stvoren je u studiju Warner Bros. i premijerno prikazivan na programu Kids' WB (The WB) od 2002. do 2006. godine. Uključuje 42 epizode raspoređene u 3 sezone (14 + 14 + 14). Svojevrsni je revival originalnoga serijala Scooby Doo, Where Are You! jer su glavni likovi opet Scooby Doo i četiri tinejdžera Shaggy, Velma, Fred i Daphne, koji rješavaju zagonetke. Uvodnu špicu pjeva Simple Plan, kanadska rock grupa, a njezini članovi pojavljuju se i kao likovi u jednoj od epizoda.
U Hrvatskoj se na Novoj TV i Domi TV serijal bez sinkronizacije prikazivao pod naslovom Neustrašivi Scooby Doo.

## Glasovi

### Originalna verzija
- Frank Welker kao Scooby Doo i Fred Jones
- Casey Kasem kao Shaggy Rogers
- Mindy Cohn kao Velma Dinkley
- Grey DeLisle kao Daphne Blake

### Hrvatska verzija

#### Livada produkcija
Za dva DVD izdanja, 2006. godine, sinkronizirano je osam epizoda.
- Luka Peroš kao Scooby
- Marko Torjanac kao Shaggy
- Hrvoje Klobučar kao Fred
- Vanja Ćirić kao Velma
- Sanja Marin kao Daphne

## Popis epizoda
| Broj         | Hrvatski naziv           | Originalni naziv                                  | Zločinac                            |
| PRVA SEZONA  | PRVA SEZONA              | PRVA SEZONA                                       | PRVA SEZONA                         |
| ------------ | ------------------------ | ------------------------------------------------- | ----------------------------------- |
| 01           |                          | There’s No Creature Like Snow Creature            | Snježno čudovište                   |
| 02           |                          | 3-D Struction                                     | Dinosaur                            |
| 03           |                          | Space Ape at the Cape                             | Svemirski majmun                    |
| 04           |                          | Big Scare in the Big Easy                         | Duhovi braće Leland                 |
| 05           |                          | It’s Mean, It’s Green, It’s the Mystery Machine   | Živi Mystery Machine                |
| 06           |                          | Riva Ras Vegas                                    | Duh Rufusa Raucousa                 |
| 07           |                          | Roller Ghoster Ride                               | Koturajući duh                      |
| 08           |                          | Safari, So Goodi!                                 | Životinje iz džungle                |
| 09           |                          | She Sees Sea Monsters by the Sea Shore            | Morsko čudovište                    |
| 10           |                          | A Scooby-Doo! Christmas                           | Bezglavi snjegović                  |
| 11           |                          | Toy Scary Boo                                     | Oživjele igračke                    |
| 12           |                          | Lights! Camera! Mayhem!                           | Bezlični fantom                     |
| 13           |                          | Pompeii and Circumstance                          | Gladijator                          |
| 14           |                          | The Unnatural                                     | Duh Caba Craiga                     |
| DRUGA SEZONA |                          |                                                   |                                     |
| 15           |                          | Big Appetite in Little Tokyo                      | Divovski Shaggy                     |
| 16           |                          | Mummy Scares Best                                 | Mumija                              |
| 17           |                          | The Fast and the Wormious                         | Veliki crv                          |
| 18           |                          | High-Tech House of Horrors                        | Opasna kuća budućnosti              |
| 19           |                          | The Vampire Strikes Back                          | Vampir Fortescu                     |
| 20           |                          | A Scooby-Doo Halloween                            | Strašila i duh Hanka Banninga       |
| 21           |                          | Homeward Hound                                    | Mačje stvorenje                     |
| 22           |                          | The San Franpsycho                                | San Franpsiho                       |
| 23           |                          | Simple Plan and the Invisible Madman              | Nevidljivi čovjek                   |
| 24           |                          | Recipe for Disaster                               | Čudovište od smjese za Scooby kekse |
| 25           |                          | Large Dragon at Large                             | Zmaj                                |
| 26           |                          | Uncle Scooby and Antarctica                       | Riblje stvorenje                    |
| 27           |                          | New Mexico, Old Monster                           | Ptica Wakumi                        |
| 28           |                          | It's All Greek to Scooby                          | Kentaur                             |
| TREĆA SEZONA |                          |                                                   |                                     |
| 29           |                          | Fright House Of A Lighthouse                      | Strašni svjetioničar                |
| 30           |                          | Go West, Young Scoob                              | Roboti kauboji                      |
| 31           | Valentinovo              | A Scooby-Doo Valentine                            | Zli klonovi Scooby škvadre          |
| 32           | Hrvački horor            | Wrestle Maniacs                                   | Divovska Spirala                    |
| 33           | (Zli duhovi i dijamanti) | Ready to Scare                                    | Rigalica                            |
| 34           |                          | Farmed and Dangerous                              | Farmer demon                        |
| 35           | Strava na ledu           | Diamonds are a Ghoul's Best Friend                | Smrznuti demon                      |
| 36           |                          | A Terrifying Round with a Menacing Metallic Clown | Metalni klaun                       |
| 37           |                          | Camp Comeoniwannascareya                          | Toksično čudovište                  |
| 38           | Crni teror Hong Konga    | Block-Long Hong Kong Horror                       | Kineski zmaj                        |
| 39           |                          | Gentlemen, Start Your Monsters!                   | Kostur vozač                        |
| 40           | Zlatna šapa              | Gold Paw                                          | Zlatno čudovište                    |
| 41           | Tuga s grebena           | Reef Grief!                                       | Koraljni stvor                      |
| 42           | E-vrisak                 | E-Scream                                          | Osomoni                             |

## DVD izdanja
U većini zemalja Warner Home Video izdao je serijal na DVD-u u deset dijelova. U Hrvatskoj je izdano njih šest, dakle četiri nedostaju. Također, pojedine epizode izdane su i kao dio DVD kompilacija.

### Distribucija Issa Film i Video
- Vol. 1: What's New, Scooby Doo? Space Ape at the Cape
- Vol. 2: What's New, Scooby Doo? Scooby Doo na safariju
- Vol. 3: What's New, Scooby Doo? Rasvjeta! Kamera kreni! Napad!
- Vol. 4: What's New, Scooby Doo? Mummy Scares Best!

### Distribucija Continental film
- Vol. 3: Što ima novoga, Scooby Doo? Svjetla! Kamera! Zbrka!
- Vol. 4: Što ima novoga, Scooby Doo? Mumija plaši najbolje!
- Vol. 7: What's New, Scooby Doo? Zli duhovi i dijamanti (sinkronizirano)
- Vol. 8: What's New, Scooby Doo? E-vrisak (sinkronizirano)

### Dijelovi koji nisu izdani u Hrvatskoj
- Vol. 5: What's New, Scooby Doo? Homeward Hound
- Vol. 6: What's New, Scooby Doo? Recipe for Disaster
- Vol. 9: What's New, Scooby Doo? Fright House of a Lighthouse
- Vol. 10: What's New, Scooby Doo? Gentlemen, Start Your Monsters!

### Distribucija Continental film (kompilacije)
- Scooby Doo: Misterij u pokretu (jedna epizoda: 5)
- Scooby Doo i duhovi (dvije epizode: 4, 12)
- Scooby Doo i roboti (dvije epizode: 30, 39)
- Scooby Doo i vampiri (jedna epizoda: 19)
- Scooby Doo i zombiji (tri epizode: 13, 22, 29)
- Scooby Doo i čudovišta iz cirkusa (jedna epizoda: 36)
- Scooby Doo i čudovišta iz mora (tri epizode: 9, 26, 41)
- Scooby Doo i safari stvorenja (tri epizode: 8, 21, 27)
- Scooby Doo i snježna stvorenja (dvije epizode: 1, 10)
- Scooby Doo i strašni karneval (jedna epizoda: 18)